# Mandres-en-Barrois
Mandres-en-Barrois [mɑ̃dʁ ɑ̃ baʁwa] ist eine französische Gemeinde mit 112 Einwohnern (Stand: 1. Januar 2022) im Département Meuse in der Region Grand Est. Sie gehört zum Arrondissement Bar-le-Duc und zum Kanton Ligny-en-Barrois.

## Geografie
Die Gemeinde Mandres-en-Barrois liegt auf dem Plateau des Barrois an der Grenze zum Département Haute-Saône, 50 Kilometer südwestlich von Toul. Unmittelbar westlich der Gemeinde entsteht das Atommüllendlager Bure. Nachbargemeinden sind Bonnet im Nordosten, Gondrecourt-le-Château im Osten und im Südosten, Cirfontaines-en-Ornois im Süden, Gillaumé und Soudron im Südwesten, Bure im Westen sowie Ribeaucourt im Nordwesten.

## Bevölkerungsentwicklung
| Jahr      | 1962 | 1968 | 1975 | 1982 | 1990 | 1999 | 2008 | 2019 |
| --------- | ---- | ---- | ---- | ---- | ---- | ---- | ---- | ---- |
| Einwohner | 202  | 191  | 185  | 173  | 141  | 148  | 130  | 117  |

## Sehenswürdigkeiten

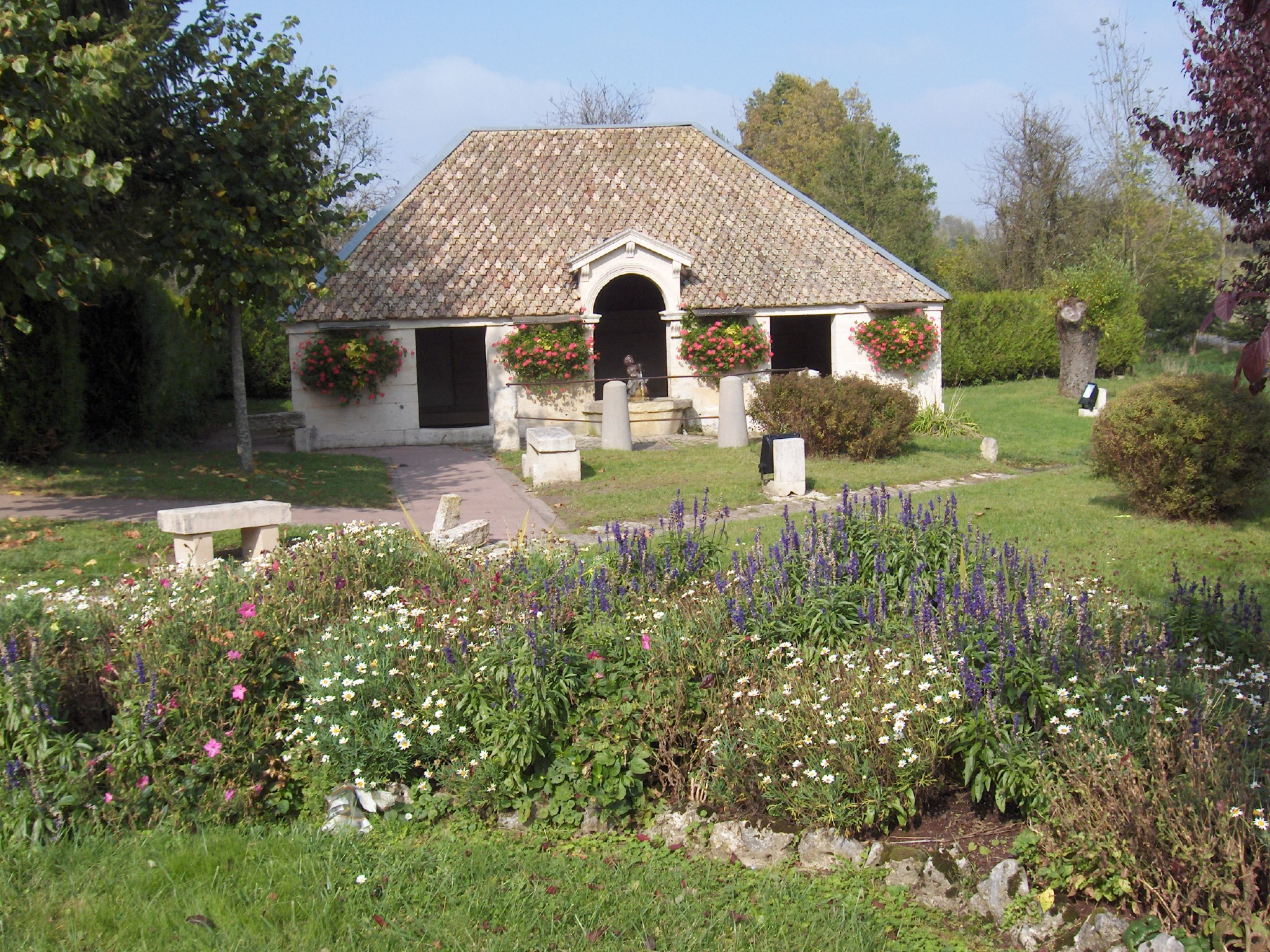
Lavoir (ehemaliges Waschhaus)

- Ehemaliges Waschhaus Mandres-en-Barrois, erbaut 1849